# Svenska händelser
Svenska händelser var en svensk dokumentär-TV-serie från 2012 i hittills 16 halvtimmeslånga avsnitt, fördelade på två säsonger under 2012-2013. Den handlar om olika kända händelser i Sveriges historia under 1900- och 2000-talen. Det är en "systerserie" till dokumentärserien Världens händelser. Programledare var Vincent Dahlbäck och projektledare Marcus Purens.

## Avsnitt (med sändningsdatum inom parentes)

### Första säsongen
1. Bulltoftakapningen (30 oktober 2012)
2. 500 % (6 november 2012)
3. Den stora gruvstrejken (13 november 2012)
4. U 137 (20 november 2012)
5. Båstadskravallerna (4 december 2012)
6. Baltutlämningen (11 december 2012)
7. M/S Scandinavian Star (18 december 2012)
8. Pomperipossa (25 december 2012)

### Andra säsongen
1. Bordellhärvan (12 mars 2013)
2. Göteborgskravallerna (19 mars 2013)
3. BT Kemi (26 mars 2013)
4. Ny demokrati (2 april 2013)
5. Bofors mutskandal (9 april 2013)
6. Mordet på Fadime (16 april 2013)
7. Norrmalmstorgsdramat (23 april 2013)
8. Samernas upprättelse (30 april 2013)

### Fotnoter
1. ↑  ”Svenska händelser”. Svensk mediedatabas. https://smdb.kb.se/catalog/search?q=%22Svenska+h%C3%A4ndelser%22+typ%3Atv&sort=OLDEST. Läst 19 januari 2017.